# Elodea
Elodea és un gènere de planta aquàtica d'aigua dolça nativa d'Amèrica del Nord. Creix en llargues tiges amb verticils foliars de fulles disposades en roseta molt atapeïdament concentrades, de color verd intens. A qualsevol altura de les tiges poden emergir arrels adventícies que es dirigeixen ràpidament cap al fons.

## Noms i confusió
L'Elodea canadensis està molt distribuïda i coneguda com a mala herba d'aigua. Un antic nom botànic per a aquest gènere fou ''Anacharis'', que perdura com a nom vulgar a Nord-amèrica A vegades és confosa amb plantes no natives similars, com Egeria densa o Hydrilla verticillata, originàries de Sud-amèrica.

## Hàbitat
L'Elodea viu enterament sota l'aigua, excepte les seves petites flors que suren damunt de l'aigua, unides a la planta per delicades tiges. Produeix capolls hivernals. En l'estiu, es desprenen fillols de la planta mare, surant, i després arrela, i comença una nova planta. Aquesta és la manera més important de multiplicació, jugant la producció de llavor un rol menor.
Els sediments llimosos i l'aigua rica en nutrients afavoreix el creixement de l'Elodea en llacs eutròfics (rics en nutrients). Encara que, la planta creix en un ampli rang de condicions, des de molt ombrejats a aigua profunda, i en molts tipus de sediment. Pot continuar vivint desarrelada, en fragments surant. La hi trobem en àrees temperades d'Amèrica del Nord, on és el gènere més comú entre les aquàtiques.

## Ús i problemes
Les espècies d'Elodea són sovint emprades com a vegetació d'aquaris. El seu ús excessiu i irresponsable ha fet que en alguns estats nord-americans se n'hagi prohibit la venda, o s'hagi declarat com a espècie invasora.
La introducció d'algunes espècies d'Elodea en cursos d'aigua a Europa, Austràlia, Àfrica, Àsia, Nova Zelanda ha creat problemes, essent considerada una mala herba perillosa a certes àrees.